# Тереза Вейман
Тереза Беккер Вейман (англ. Theresa Becker Wayman, нар. 23 червня 1980), також відома під сценічним псевдонімом TT — американська музикантка, співачка, авторка пісень і періодично актриса, найзнаніша як гітаристка і вокалістка інді-рок гурту Warpaint.

## Особисте життя
Тереза народилася і виросла в Юджині, штат Орегон. Вона зацікавилася музикою у віці 9 років, коли почала «джемити разом з батьком» на гітарі. У віці 10 років мати заохотила її вчитися грати на піаніно. Вейман каже, що вона «захоплювалася гітарою в підлітковому віці; потім серйозно зайнялася гітарою і барабанами, коли їй було близько 21 року». Музичні впливи Вейман з дитинства і юності включали Talking Heads, Сінді Лопер, Тіну Тернер, Джиммі Пейджа і Б'єрк. У підлітковому віці Вейман стала близькою подругою Емілі Кокал, з якою вона згодом заснує Warpaint. Наприкінці підліткового віку вони разом подорожували Європою і жили разом у Нью-Йорку та Лос-Анджелесі.
Вейман має одного сина, який народився у 2005 році. Вона каже, що відтоді, як стала матір'ю, вона «стала натхненнішою, і моє життя стало багатшим в певному сенсі. Тому що ти бачиш цінність людського життя і те, як швидко плине час. Раптом твоєму синові п'ять років, і ти бачиш, скільки всього сталося за цей час. Це гарна перспектива».

## Музична кар'єра

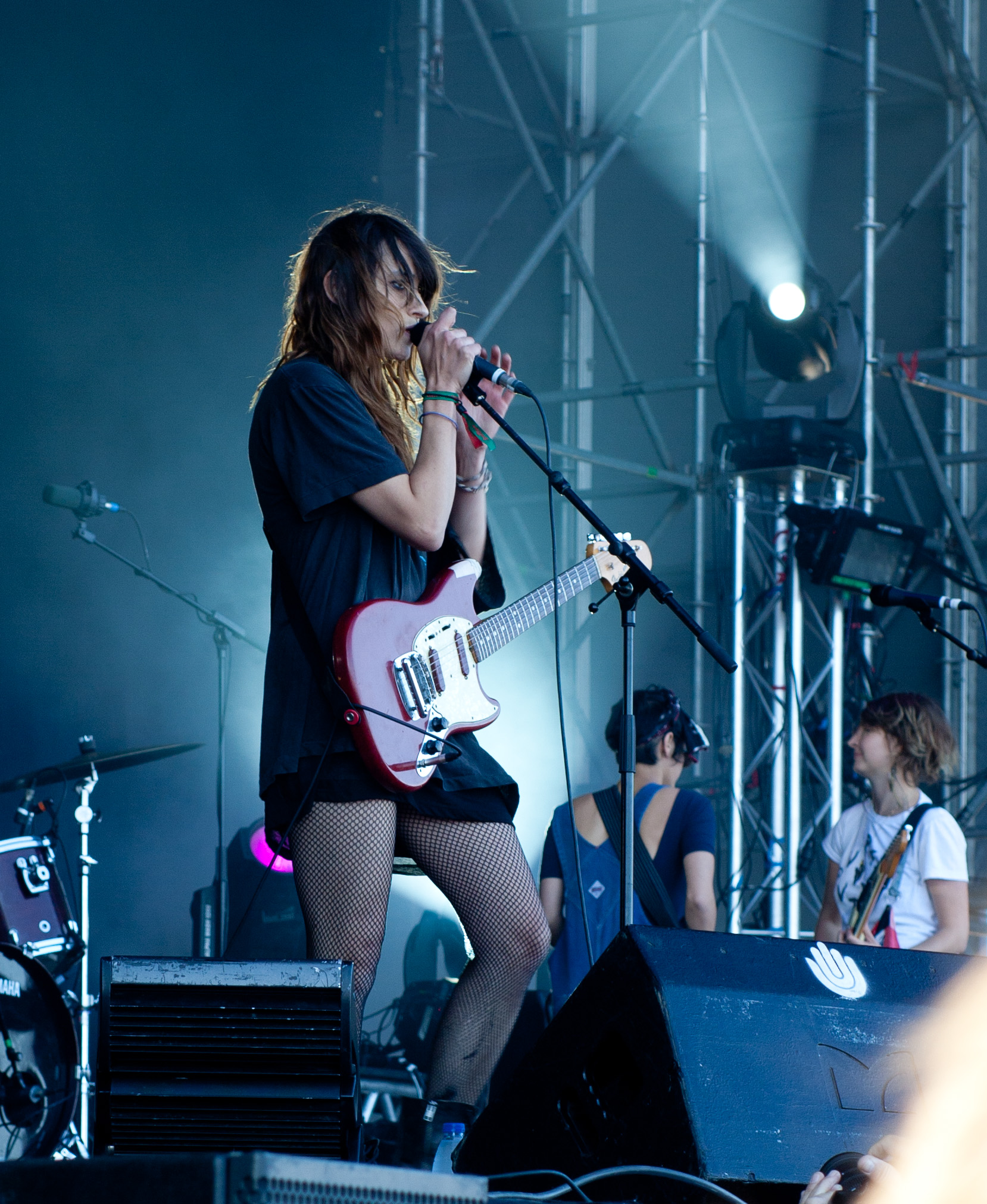
Вейман виступає на Primavera Sound у 2011 році

Переїхавши до Лос-Анджелеса, Вейман заснувала Warpaint у День Святого Валентина 2004 року разом із Кокал і сестрами Дженні Лі Ліндберг і Шеннін Соссамон. Гурт провів чотири роки, виступаючи у Лос-Анджелесі і пишучи оригінальний матеріал, перш ніж випустити свій дебютний міні-альбом Exquisite Corpse у серпні 2008 року. Після низки змін у складі у 2009 році — зокрема, Вейман найняла барабанщицю Стеллу Мозгаву- Warpaint випустили свій дебютний студійний альбом The Fool у жовтні 2010 року на лейблі Rough Trade Records. Альбом був добре прийнятий критиками, посів 176 місце в чарті Billboard 200 і потрапив до хіт-парадів Великої Британії та Ірландії.
У 2005 році Вейман також «недовго» була учасницею бек-вокальної групи Вінсента Галло. Описуючи цей досвід, вона сказала: «Я була дуже, дуже засмучена, коли Warpaint розпався, і була дуже вдячна, що змогла продовжити грати. Ми з ним збиралися продовжувати грати, але потім Warpaint знову зійшлися, і мені довелося змиритися з цим. Тому що Warpaint — це моє серце і душа».
Вейман заснувада гурт BOSS разом із Сарою Джонс із Hot Chip та Гуро Гіклінг із All We Are. Перший сингл тріо, «I'm Down With That», вийшов на лейблі Speedy Wunderground 27 листопада 2015 року.
6 березня 2018 року під псевдонімом TT Вейман випустила перший сингл «Love Leaks» зі свого дебютного сольного альбому LoveLaws. Альбом вийшов 18 травня 2018 року на її власному лейблі LoveLeaks, а дистрибуцією займався лейбл Caroline International.
Як гітарист, Вейман, як відомо, грає на Fender Mustang.

## Кар'єра в кіно
Вейман час від часу працює актрисою і знялася у двох повнометражних і двох короткометражних фільмах. 2002 року вона з'явилася у другорядній ролі офіціантки у фільмі The Rules of Attraction разом з колегою по групі Соссамон. Пізніше вона зіграла J.T. у короткометражному фільмі Сема Ґолдберґа Rift 2004 року та Аду у короткометражному фільмі Берка Робертса Insult to Injury 2006 року. 2010 року Вейман зіграла роль другого плану у фільмі Pete Smalls Is Dead, зобразивши Саскію, «лаконічну фатальну жінку».
У 2021 році було оголошено, що вона зіграє роль Рут у повнометражній екранізації відзначеного нагородами роману Кеннета Гарві Inside.

## Дискографія
З Warpaint
- Exquisite Corpse EP (2008)
- The Fool (2010)
- Warpaint (2014)
- Heads Up (2016)
- Radiate Like This (2022)

Сольно, як TT
- LoveLaws (2018)